# Giorgi Guraspaschwili
Giorgi Guraspaschwili, auch Georgi Guraspashvili (georgisch გიორგი გურასპაშვილი; * 10. Mai 1959 in Tiflis) ist ein georgischer Maler und Bildhauer und Professor an der Staatlichen Georgischen Kunstakademie Tiflis. Seit 1994 stellt er seine farbenfrohen Werke international aus, des Öfteren auch in Deutschland. 2008 stellt er zusammen mit deutschen und russischen Künstlern in Shenyang in der Volksrepublik China aus.
Guraspaschwili ist Träger vieler Auszeichnungen, darunter die Goldmedaille Aquarell der Malta-Biennale.
Er lernte durch seinen Lebenslehrer Kurt Dörpinghaus das Geflecht tief empfundener Freundschaftsbeziehungen kennen.
Er war befreundet mit Jörg Immendorff, wechselseitige Ausstellungen ihrer Kunst in Tiflis und Düsseldorf, mit Dame Francoise Tempra, mit Wolfgang Prinz und Ralf Plein, die für ihn Ausstellungen organisieren, mit R.O. Schabbach, der sein Meisterschüler an der Kunstakademie in Tiflis wurde.
Er lernte die Kunst von seinem Vater Guram Guraspashvili. Der war  Bildhauer und Dekan an der Kunstakademie Tiflis, obwohl er nie in der kommunistischen Partei war. Heute unterrichtet Georgi seinen Sohn Nikolos Guraspashvili, der die Tradition weiterführt.

## Ausstellungen
Seit Mitte der 80er Jahre Einzelausstellungen in Tiflis, Moskau, Delhi, Marseille, Luxemburg, Düsseldorf, Köln, Chemnitz, München, Hundbach, Malta, Gozo.
- 1994 Galeria, Düsseldorf
- 1994 Galerie im Alten Kloster, Köln
- 1994 Galerie Hemsing, Essen
- 1994 Chemnitz „Neue Chemnitzer Kunsthütte“
- 1994 Staatliches Museum in Tbilissi „Karawanserei“
- 1996 Galerie Altes Kloster, Köln
- 1996 Galerie Hemsing, Essen
- 1997 Ecohaus, Frankfurt und in Mülheim
- 1998 Galerie Etno Art, Berlin
- 1998 Galerie Soeten, Gronau
- 1998 Georgische Botschaft, Bonn
- 1998 Galerie Ott, Düsseldorf
- 1999 Kunstmesse Kunst und Künstler, Pirmasens und Baden-Baden
- 1999 Fabrik 24, Oberhausen
- 1999 Malta Berlinale, Nominierung und Preisträger Goldmedaille (Aquarell)
- 2000 Galerie Stadtvilla, Duisburg
- 2000 Galerie Hemsing, Essen
- 2001 Galerie im alten Kloster, Düsseldorf
- 2002 „Düsseldorfer Immanuelkirche“, Düsseldorf, weiter in Moskau und Basel
- 2002 Top 180 Fernsehturm, Düsseldorf (zusammen mit Immendorff)
- 2006 Internationales Kulturprojekt mit Luis Herrera (Beuys-Schüler), Batumi
- 2006 EY artforum GAP 15, Düsseldorf
- 2006 Kö-Galerie, Düsseldorf
- 2007 Gruppe K18, Hilden
- 2007 Galerie KuKuTe (Kunst Kultur Technik), Hilden
- 2007 Kreativzentrum, Düsseldorf
- 2007 l’art ouvert, Ausstellung mit Natia Surguladze, Köln
- 2008 Kulturturm »Georgische Welten«, Rheinbach
- 2008 Shenyang, Volksrepublik China
- 2008 Kulturzentrum Heros, Remagen
- 2009 Europamuseum, Schengen/Luxemburg
- 2011 Ausstellung mit Elene Gamgonidze im R33 Projektraum, Köln
- 2011 Wohltätigkeitsausstellung im Rustaweli-Theater, Tiflis
- 2011 Ausstellung unter Schirmherrschaft des georgisch-orthodoxen Bischofes
- 2011 Ausstellung Kunst und Wissenschaft, mit Reichhard Beyer in Chemnitz,
- 2012 Galerie ArtEck, Ausstellung georgischer Künstler, Chemnitz